# کارل لوئیس
فردریک کارلتون لوئیس (به انگلیسی: Frederick Carlton Lewis) (متولد ۱ ژوئیه ۱۹۶۱ در بیرمنگام، آلاباما) معروف به کارل لوئیس، ورزشکار آمریکایی است که با دریافت نه مدال طلا و یک مدال نقره در چهار دورهٔ المپیک و هشت مدال طلای قهرمانی جهان در دوهای ۱۰۰ متر، ۲۰۰ متر و ۴ در ۱۰۰ متر و پرش طول، یکی از پرافتخارترین ورزشکاران تاریخ محسوب می‌شود به طوریکه کمیته بین‌المللی المپیک وی را «بهترین ورزشکار قرن بیستم» انتخاب کرده‌است.
حضور کارل لوئیس در عرصهٔ ورزش قهرمانی از سال ۱۹۷۹ آغاز شده و تا المپیک ۱۹۹۶ آتلانتا ادامه داشت. لوئیس پس از بازنشستگی از ورزش حرفه‌ای به بازیگری روی آورده و در فیلم‌های متعددی نقش‌آفرینی کرده‌است. این ورزشکار سیاه‌پوست آمریکایی گیاه‌خوار است و معتقد است نتایج درخشانی که در سال ۱۹۹۱ کسب کرده به دلیل رژیم غذایی جدید وی بوده‌است.
نه مدال طلای لوئیس در المپیک وی را پس از مایکل فلپس در رده دوم (مشترک با لاریسا لاتینینا، پاوو نورمی و مارک اسپیتز) ورزشکاران برتر تاریخ از نظر تعداد مدال طلا در المپیک قرار می‌دهد. وی همچنین یکی از سه ورزشکاری است که موفق به چهار بار قهرمانی در المپیک در یک رشته انفرادی شده‌اند. لوئیس ۴ بار مدال طلای پرش طول المپیک را دریافت کرده و از این نظر تنها با پل برت ایلوستروم قایقران دانمارکی و آل اورتر پرتابگر دیسک آمریکایی برابری می‌کند.
لوئیس در تمام دههٔ ۱۹۸۰ و اوایل دههٔ ۱۹۹۰ بهترین دوندهٔ دوهای سرعت و پرندهٔ پرش طول به حساب می آمد. وی در طول دوران رکوردهای جهانی تازه‌ای را در رشته‌های ۱۰۰ متر، ۲۰۰ متر و ۴ در ۱۰۰ متر به ثبت رساند و رکورد وی در پرش طول داخل سالن از سال ۱۹۸۴ تاکنون پابرجا مانده‌است. پیروزی لوئیس در ۶۵ رقابت پی‌درپی پرش طول در طول ده سال یکی از طولانی‌ترین دوره‌های شکست‌ناپذیری در تاریخ ورزش محسوب می‌شود. وی در دوران فعالیت ورزش خود ۱۵ بار ۱۰۰ متر را زیر ۱۰ ثانیه و ۱۰ بار ۲۰۰ متر را زیر ۲۰ ثانیه دوید.

## رکوردهای شخصی
- دو ۱۰۰ متر: ۹.۸۶ (۱۹۹۱ توکیو)
- دو ۲۰۰ متر: ۱۹.۷۵ (۱۹۸۳ ایندیاناپولیس)
- دو ۴ در ۱۰۰ متر: ۳۷.۴۰ همراه با مایک مارش، لروی بیورل و دنیس میچل (۱۹۹۲ بارسلون)
- پرش طول: ۸.۸۷ متر (۱۹۹۱ توکیو) +بادموافق ۸.۹۱ متر (۱۹۹۱ توکیو)